# Гуслище
Гу́слище — деревня в составе Вендорожского сельсовета Могилёвского района Могилёвской области Республики Беларусь.

## Географическое положение
Ближайшие населённые пункты: Копейное, Гуслянка, Барсуки.

## История
В 1676 году упоминается как имение в Оршанском повете ВКЛ. В XVII в. (не позднее 1696 года) король Речи Посполитой Ян III Собеский дал Буйничскому Свято-Духову монастырю привилей на Гуслицкую мельницу на реке Лахва в Иструбицком войтовстве с корчмой и землей.